# هيرمان جوزيف آبس
هيرمان جوزيف آبس (15 أكتوبر 1901 في بون - 5 فبراير 1994 في باد سودين) كان مصرفيًا ألمانيًا رائدًا ومستشارًا للمستشار أديناور. كان عضوًا في مجلس إدارة دويتشه بنك من عام 1938 إلى عام 1945، بالإضافة إلى 44 شركة أخرى، بما في ذلك إي غه فاربن. باعتباره أقوى مصرفي تجاري في الرايخ الثالث، فقد كان، وفقًا للصحفي الاقتصادي آدم ليبور ، «العمود الفقري لنهب القارة على نطاق واسع». اعتقله الحلفاء في يناير 1946؛ ومع ذلك، فقد أدى التدخل البريطاني إلى إطلاق سراحه بعد ثلاثة أشهر، وأسقطت المحاكم الألمانية لاحقًا جميع التهم.
كان رئيس مجلس إدارة دويتشه بنك، وساهم في إعادة بناء الاقتصاد الألماني. ترأس مؤسسة الائتمان الألمانية التي وزعت الأموال المقابلة التي أنشأتها خطة مارشال. عمل عن كثب مع المستشار كونراد أديناور، وكان رائدًا في إعادة بناء الصناعات الثقيلة، كما ساعد في صياغة سياسة الاستثمار للصناعات الأساسية في عام 1952. لعب دورًا دبلوماسيًا رئيسيًا في حل ديون ألمانيا قبل الحرب في اتفاقية ديون حرب لندن لعام 1953. في عام 1953 تفاوض على تعويض إسرائيل واليهود الأفراد بسبب الهولوكوست.

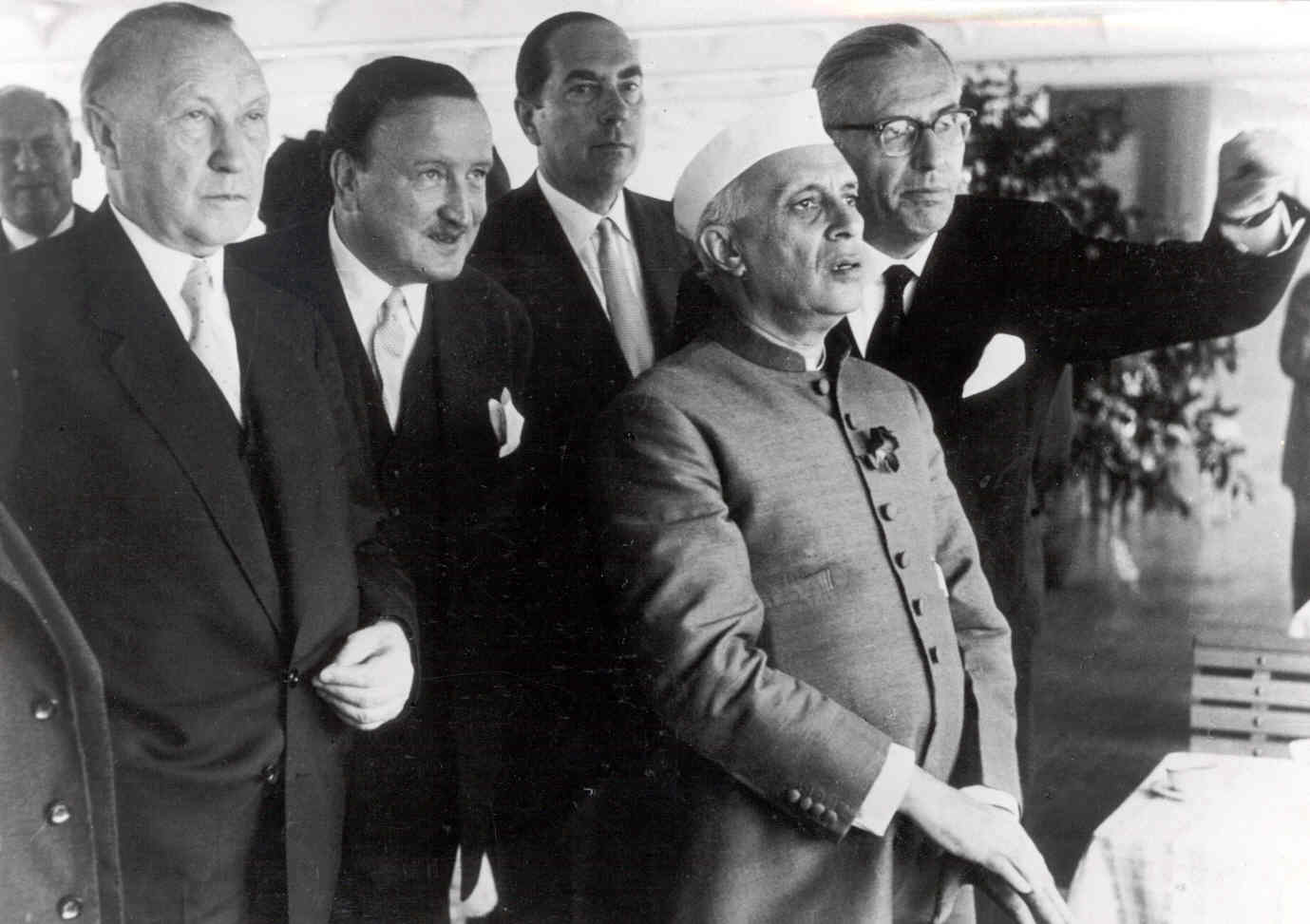
هيرمان جوزيف آبس مع أديناور ونهرو، 1956